# Robin Guignouard
Robin Guignouard, né le 12 avril 1986, est un joueur de rugby à XV français qui évolue au poste de troisième ligne aile au sein de l'effectif du Stade rochelais (1,91 m pour 100 kg).

## Carrière
- 2006-2008 : Stade rochelais
- 2009-2011 : Stade niortais
- 2012-2014 : Avenir valencien

## Palmarès
- Finaliste des phases finales de Pro D2 : 2007